# Challenger de Ostrava 2023
El torneo Ostra Group Open 2023, denominado por razones de patrocinio Ostra Group Open by Moneta fue un torneo de tenis perteneció al ATP Challenger Tour 2023 en la categoría Challenger 75. Se trató de la 20.ª edición; el torneo tuvo lugar en la ciudad de Ostrava (República Checa), desde el 24 hasta el 30 de abril de 2023 sobre pista de tierra batida al aire libre.

## Jugadores participantes del cuadro de individuales
| Favorito | País                            | Jugador              | Rank1 | Posición en el torneo |
| -------- | ------------------------------- | -------------------- | ----- | --------------------- |
| 1        | Bandera del Reino Unido         | Ryan Peniston        | 158   | Primera ronda         |
| 2        | Bandera vacío                   | Ivan Gakhov          | 162   | Segunda ronda         |
| 3        | Bandera de República Checa      | Vít Kopřiva          | 165   | Segunda ronda         |
| 4        | Bandera de Francia              | Geoffrey Blancaneaux | 175   | Segunda ronda         |
| 5        | Bandera de Chile                | Alejandro Tabilo     | 176   | Baja                  |
| 6        | Bandera de Italia               | Riccardo Bonadio     | 179   | Semifinales           |
| 7        | Bandera de Ucrania              | Oleksii Krutykh      | 180   | Segunda ronda         |
| 8        | Bandera de Bosnia y Herzegovina | Damir Džumhur        | 202   | Cuartos de final      |
| 9        | Bandera de República Checa      | Dalibor Svrčina      | 203   | Segunda ronda         |

- 1 Se ha tomado en cuenta el ranking del 17 de abril de 2023.

### Otros participantes
Los siguientes jugadores recibieron una invitación (wild card), por lo tanto ingresan directamente al cuadro principal (WC):
- Jakub Menšík
- Jiří Veselý
- Gaël Monfils

Los siguientes jugadores ingresan al cuadro principal tras disputar el cuadro clasificatorio (Q):
- Guido Andreozzi
- Àlex Martí Pujolràs
- Rudolf Molleker
- Patrik Rikl
- Henri Squire
- Khumoyun Sultanov

## Campeones

### Individual Masculino
- Zdeněk Kolář derrotó en la final a  Máté Valkusz, 6–3, 6–2

### Dobles Masculino
- Robert Galloway /  Miguel Ángel Reyes-Varela derrotaron en la final a  Guido Andreozzi /  Guillermo Durán, 7–5, 7–6(5)